# Liste der Biografien/Phu
Liste der Biografien |
Portal Biografien |
Personensuche
# |
A |
B |
C |
D |
E |
F |
G |
H |
I |
J |
K |
L |
M |
N |
O |
P |
Q |
R |
S |
T |
U |
V |
W |
X |
Y |
Z |
?
 
Pa |
Pc |
Pe |
Pf |
Ph |
Pi |
Pj |
Pk |
Pl |
Pm |
Pn |
Po |
Pr |
Ps |
Pt |
Pu |
Pv |
Pw |
Py
 
Pha |
Phe |
Phi |
Phl |
Pho |
Phr |
Phu |
Phy
Die Liste der Biografien führt alle Personen auf, die in der deutschsprachigen Wikipedia einen Artikel haben. Dieses ist eine Teilliste mit 33 Einträgen von Personen, deren Namen mit den Buchstaben „Phu“ beginnt.

## Phu

### Phua
- Phua, Denise (* 1959), singapurische Politikerin und Menschenrechtsaktivistin
- Phua, Jasmin (* 2001), singapurische Diskuswerferin
- Phua, Paul (* 1964), malaysischer Geschäftsmann und Pokerspieler

### Phuc
- Phuchakhen Chandaeng (* 1999), thailändischer Fußballspieler
- Phuchong Sai-Udomsin (* 1988), thailändischer Straßenradrennfahrer
- Phuchungwa Shönnu Gyeltshen (1031–1106), tibetischer Lehrer der Kadam-Tradition des tibetischen Buddhismus

### Phuf
- Phufah Chuenkromrak (* 1997), thailändischer Fußballspieler

### Phug
- Phugpa, Lhündrub Gyatsho, bedeutendster Astronom der tibetischen Geschichte

### Phuk
- Phukan, Bhrigu Kumar (1956–2006), indischer Politiker

### Phul
- Phul, Henry von (1784–1874), amerikanischer Offizier und Pionier
- Phule, Jotirao (1827–1890), indischer Sozialreformer und Autor
- Phule, Nilu (1931–2009), indischer Schauspieler
- Phule, Savitribai (1831–1897), indische Sozialreformerin, Dichterin und Bildungspionierin
- Phull, Friedrich von (1767–1840), deutscher Offizier und württembergischer General
- Phull, Karl Ludwig von (1757–1826), preußischer Offizier und GeneralstabschefKarl Ludwig von Phull (1757–1826)

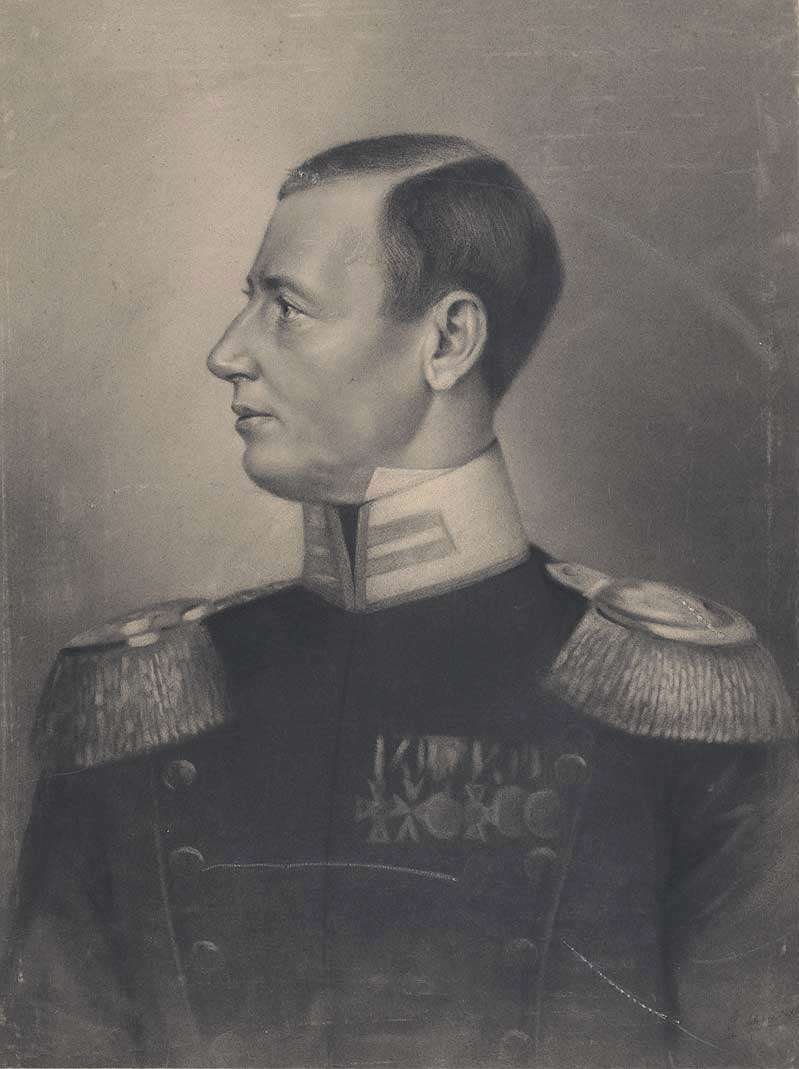
Karl Ludwig von Phull (1757–1826)

### Phum
- Phumeworapol Wannabutr (* 2004), thailändischer Fußballspieler
- Phumin Kaewta (* 1996), thailändischer Fußballspieler
- Phumipha, Ernesto Amantegui (* 1990), thailändisch-spanischer Fußballspieler
- Phumniwat Thuha (* 1994), thailändischer Fußballspieler

### Phun
- Phung, Helmut, deutscher Pokerspieler
- Phùng, Nguyễn Phương Nhi (* 1990), vietnamesische Badmintonspielerin
- Phuntsho, Karma (* 1968), bhutanischer Religions- und Kulturwissenschaftler

### Phuo
- Phươc, Lê Văn (* 1929), südvietnamesischer Radrennfahrer
- Phương Thanh (* 1973), vietnamesische Sängerin und Schauspielerin

### Phur
- Phurewat Aunthong (* 1993), thailändischer Fußballspieler
- Phuritad Jarikanon (* 1989), thailändischer Fußballspieler

### Phut
- Phutchapong Namsrithan (* 1999), thailändischer Fußballspieler

### Phuv
- Phuvanart Sangsri (* 1983), thailändischer Fußballspieler

### Phuw
- Phuwadol Chanokkawinkul (* 1996), thailändischer Fußballspieler
- Phuwadol Pholsongkram (* 2002), thailändischer Fußballspieler
- Phuwadol Suwannachart (* 1982), thailändischer Fußballspieler
- Phuwanart Khamkaew (* 1998), thailändischer Fußballspieler
- Phuwanet Thongkui (* 2003), thailändischer Fußballspieler